# Гринберг, Брук
Брук Ме́ган Гри́нберг (англ. Brooke Megan Greenberg; 8 января 1993, Балтимор — 24 октября 2013, Балтимор) — «девушка, которая не взрослеет». Родилась 8 января 1993 года в городе Рейстертаун (Мэриленд) кесаревым сечением на 36 неделе. Страдала неизвестным науке редким заболеванием, проявляющимся дезорганизацией и асинхронным замедлением развития органов и систем.
Масса тела девочки при рождении составляла 1840 г, в 10 месяцев — 3400. Максимальная масса тела была отмечена в возрасте 14 лет и составила 7250 граммов, рост стабилизировался на уровне 76 см. В 2009 году дентальный возраст составлял 8 лет, костный возраст — 10 лет.
В период внутриутробного развития регистрировались эпизоды ретардации. При рождении обнаружен ряд признаков аномального развития, включая агенезию мозолистого тела, которое развилось позже (к 14 годам) за исключением задней порции, включающей валик. Сохранялась тотальная гипомиелинизация. Тщательное изучение генотипа показало отсутствие дефектов. Единственной находкой группы специалистов под руководством Ричарда Уолкера стало значительное укорочение (эрозия) теломер.
В возрасте 4 лет Брук впала в 14-дневный сон. Врачи сказали, что у неё опухоль головного мозга и она проживёт ещё 48 часов. Опухоль позже регрессировала без лечения. Брук проснулась на четырнадцатые сутки, ей провели магнитно-резонансную томографию, и обнаружилось, что опухоль рассосалась самостоятельно. Перенесла несколько эпизодов прободения язвы желудка, эпизод инсульта с эпилептическим приступом. Страдала от дисфагии; питание осуществлялось через желудочный зонд. Гормональная терапия (СТГ) эффекта не дала.
Психофизическое развитие девочки было оценить сложно ввиду разноплановости отклонений (по различным шкалам — от 1 до 11 месяцев).
У Брук 3 сестры (2 старших и младшая), развитие которых проходит без отклонений.

## Интересные факты
Брук Гринберг — не единственный человек в истории, который «не взрослеет». Известны ещё два подобных случая: это 6-летняя Габриэль Кей из штата Монтана и 40-летний Никки Фримен из Австралии, который выглядит, как 10-летний ребёнок.